# Drăghici Cantacuzino
Drăghici Cantacuzino (n. 1630 – d. 1667) a fost un boier din Țara Românească, membru al familiei Cantacuzino. Fiu al postelnicului Constantin Cantacuzino și al Elinei (Ilinca) Cantacuzino, la fel ca și frații săi a deținut dregătorii înalte. Alături de familia sa, Drăghici Cantacuzino este reprezentat în frescele de la Mănăstirea Hurezi.